# Llanera (Asturie)
Llanera è un comune spagnolo di 12 302 abitanti situato nella comunità autonoma delle Asturie.